# Дальгрен, Фредерик Август
Фредерик Август Дальгрен (швед. Fredrik August Dahlgren, 20 сентября 1816[…], Нордмаркский приход, Вермланд — 16 февраля 1895[…], Дандерюд, Стокгольм) — шведский поэт.

## Биография
Долго служил в государственном архиве; издал сборник законопроектов Карла IX и хронику царствования Эрика XIV; собрал большой том шведских легенд и перевел многое из Шекспира, Кальдерона и др. Из собственных его сочинений главные: «Вермландцы» (Wermlänningarne, 1846), «Заметки о стокгольмских театрах» (Anteckningar om Stockholms theatrar, 1866) и три сборника стихотворений: «Viser på varmlanske tongmåle» (1875, 1876 и 1886). Многие из его стихотворений заслужили народную известность.
Дочь Дальгрена, Лоттен, стала известной писательницей.

## Источник
- Дальгрен, Фредрик-Август // Энциклопедический словарь Брокгауза и Ефрона : в 86 т. (82 т. и 4 доп.). — СПб., 1890—1907.